# Västerviks kommun
Västerviks kommun er en kommune i Kalmar län i Sverige.  Den ligger i Tjustbygden, et af Smålands oprindelige herreder.
I de seneste tiår har kommunen haft et betydeligt fald i befolkningstallet på grund af lave nettofødselstal og høj arbejdsløshed, samt nettofraflytning i kommunens yderområder.  Befolkningstallet er faldet fra 42.000 i 1970 til 36.400 i 2006, men nedgangen synes at være mindsket i de senere år.

## Historie
Siden den svenske kommunalforordning af 1862 trådte i kraft den 1. januar 1863, har der i den nuværende kommunes område, ud over Västervik by været tretten landkommuner samt municipalköpingen Gamleby.  I 1931 blev Överums landkommune dannet ved af udskilde områder fra Gamleby, Dalhem, Lofta, Västra Ed og Ukna.
Ved kommunalreform i 1952 blev der foruden Västervik by dannet ny storkommuner, hvis totale areal var noget større end den nuværende kommunes.  I 1956 ophørte Gamleby municipalköping.  I 1967 blev Gladhammars landekommune slået sammen med Västervik by.
Slutteligt ved kommunalreformen i 1971, blev den nuværende Västerviks kommune dannet ved sammenlægning af Västervik by med Gamleby, Hallingeberg, Hjorted, Loftahammar og Överum samt Blackstads församling (sogn) fra Locknevi landkommune, Ukna församling fra Uknadalens landkommune og Västra Eds församling fra Tjust-Eds landkommune.

## Byområder
Der er elleve byområder i Västerviks kommun.
I tabellen vises byområderne i størrelsesorden pr. 31. december 2005.  Hovedbyen er markeret med fed skrift. 
| #  | Byområde    | Befolkning |
| -- | ----------- | ---------- |
| 1  | Västervik   | 20.694     |
| 2  | Gamleby     | 2.805      |
| 3  | Ankarsrum   | 1.337      |
| 4  | Överum      | 1.270      |
| 5  | Gunnebo     | 989        |
| 6  | Piperskärr  | 462        |
| 7  | Loftahammar | 432        |
| 8  | Hjorted     | 338        |
| 9  | Edsbruk     | 311        |
| 10 | Totebo      | 256        |
| 11 | Almvik      | 202        |

57°45′00″N 16°38′00″Ø / 57.75°N 16.633333333333°Ø